# Sergi Mateu
Sergi Mateu i Vives (Sabadell, Barcelona, 26 de diciembre de 1955) es un actor español, conocido por su papel de Santiago Bernal en Hospital Central.

## Biografía
Cuenta con una extensa experiencia teatral desde los años 70. Su debut cinematográfico se produce en 1985 de la mano de Francesc Bellmunt y desde entonces ha intervenido en multitud de películas a las órdenes de directores de la talla de José Luis Cuerda o Ventura Pons entre otros. Su papel televisivo más destacado ha sido el de Santiago Bernal, protagonista en las primeras temporadas de la serie Hospital Central entre 2000 y 2003. Mide 1,88 metros. En el mes de febrero de 2024 ficha por la temporada 15 de La que se avecina, donde el Contubernio 49 acogerá parte de las tramas y antiguos y nuevos vecinos, entre ellos él.

## Filmografía

### Cine
- La ràdio folla (1986), de Francesc Bellmunt.
- Balada da Praia dos Cães (1987), de José Fonseca e Costa.
- Cronaca di una morte annunciata (1987), de Francesco Rosi.
- Laura, del cielo llega la noche (1987), de Gonzalo Herralde.
- Barcelona Connection (1988), de Miguel Iglesias Bonns.
- Estación Central (1989), de José Antonio Salgot.
- Nunca estuve en Viena (1989), de Antonio Larreta.
- Boom boom (1990), de Rosa Vergés.
- La huella del crimen 2: El caso de Carmen Broto (1990), de Pedro Costa.
- La telaraña (1990), de Antoni Verdaguer.
- La viuda del capitán Estrada (1991), de José Luis Cuerda.
- El largo invierno (1992), de Jaime Camino.
- La febre d'or (1993), de Gonzalo Herralde.
- Se paga al acto (1994), de Teresa Marcos.
- L'enfonsament del Titanic (1994), de Antonio Chavarrías.
- Quin curs el meu tercer! (1994), de Ignasi P. Ferré.
- Souvenir (1994), de Rosa Vergés.
- El perquè de tot plegat (1995), de Ventura Pons.
- El verí del teatre (1996), de Orestes Lara.
- Resultado final (1998), de Juan Antonio Bardem.
- Frau Rettich, die Czerni und ich (1998), de Markus Imboden.
- Jazz (2000), de David Grau. Cortometraje.
- School Killer (2001), de Carlos Gil.
- Face of Terror (2003), de Bryan Goeres.
- Equinoccio (2003), de Fran Estévez.
- La última mirada (2006), de Patricia Arriaga-Jordán.
- I figli strappati (2006), de Massimo Spano.
- The Lost (2007), de Bryan Goeres.
- Tarragona: Paraíso en llamas (2007), de Peter Keglevic.
- Agnosia (2010), de Eugenio Mira.
- Culpa tuya (2024), de Domingo González.

### Televisión
- Gran Teatre - La nau (1981)
- V comme vengeance (1992)
- Secrets de família (1995)
- Periodistas (1999)
- Hospital Central (2000-2003)
- Serrallonga (2008)
- La Riera (2010-2017)
- Polònia (2013)
- La que se avecina(2024-¿?)

## Teatro
(lista parcial)
- Els gegants de la muntanya (1999)
- El censor (2004)
- Las brujas de Salem (2007)
- Sent 100 (2008)